# Каталог обсерваторії Девіда Данлепа
Каталог обсерваторії Девіда Данлепа (англ. David Dunlap Observatory Catalogue), відомий як DDO або каталог карликових галактик, — це каталог карликових галактик, який був опублікований в 1959 році (і пізніше розширений у 1966 році) канадським астрономом Сідні ван ден Бергом, який працював у цій обсерваторії.

## Приклади

### DDO 3

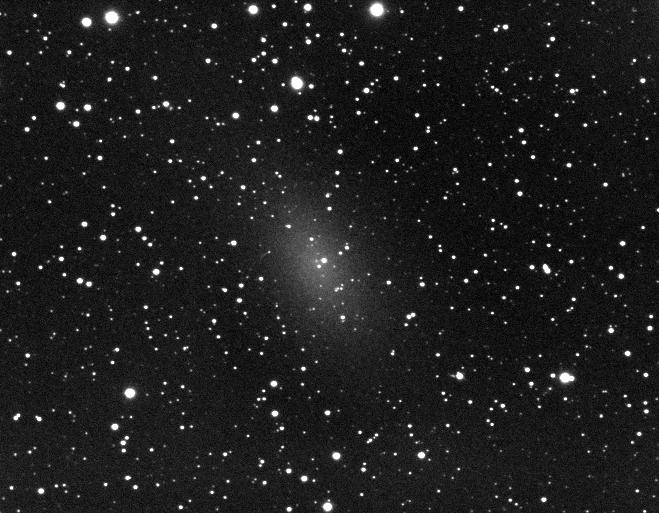
DDO 3

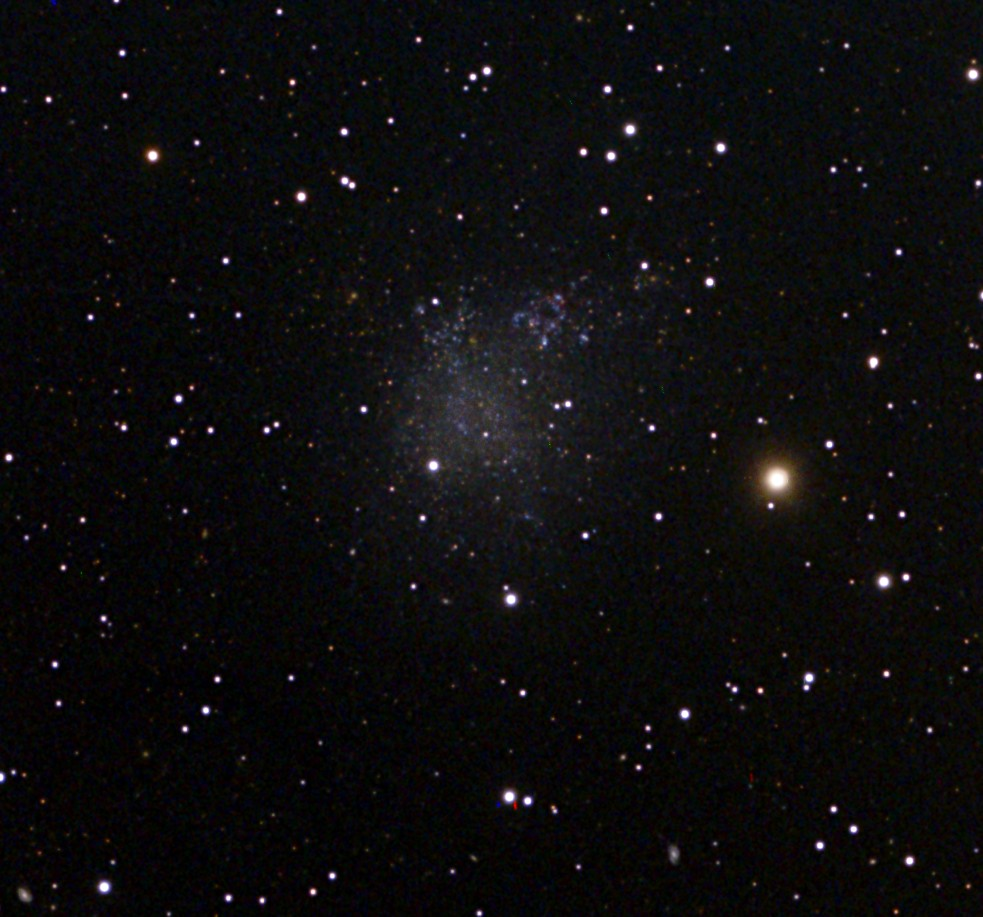
DDO 8

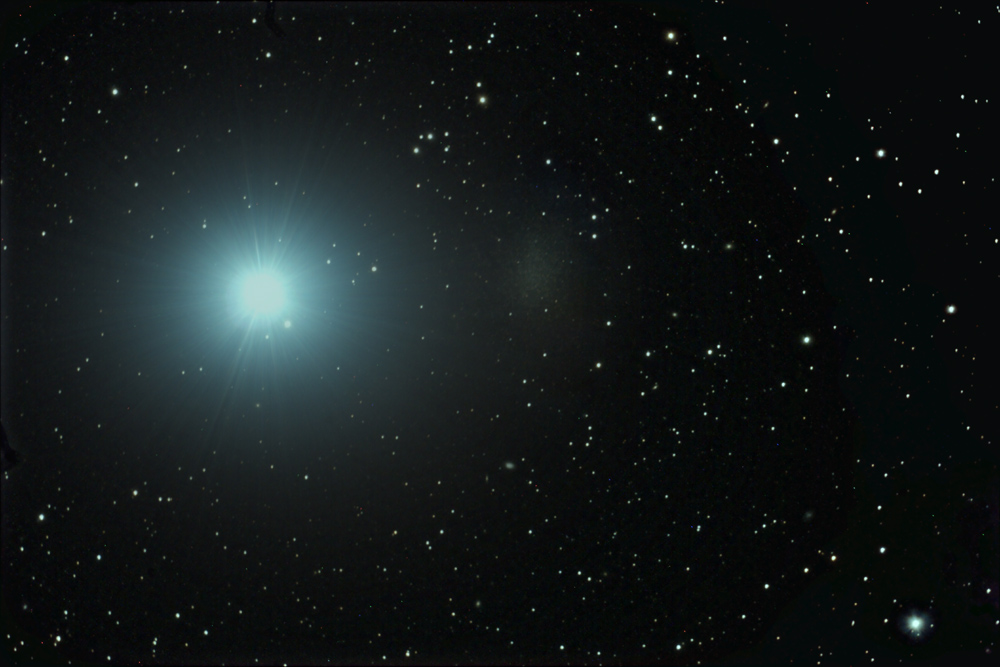
DDO7 4 виглядає як слабка пляма на правій стороні Регула.

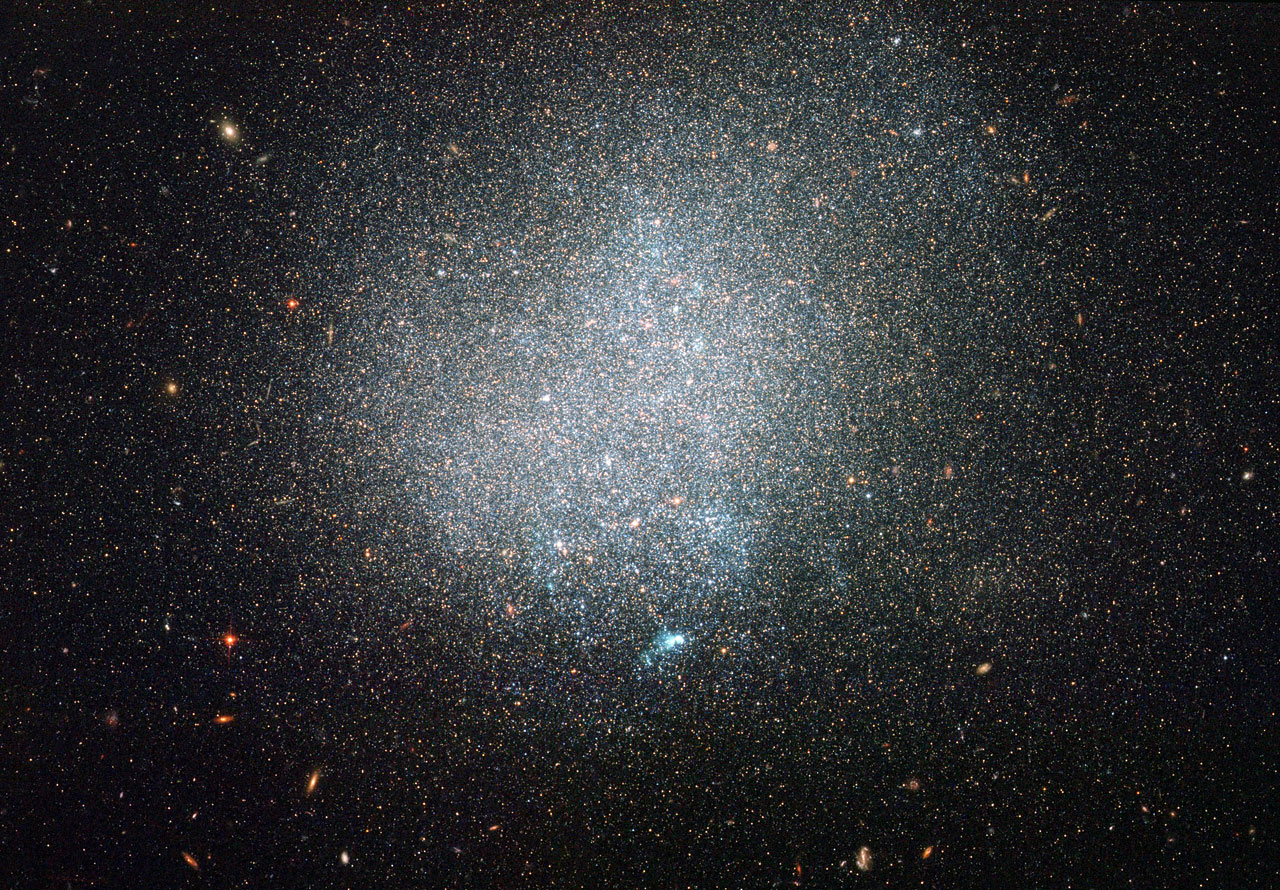
DDO 190. Ця фотографія була зроблена за допомогою космічного телескопа Габбл.

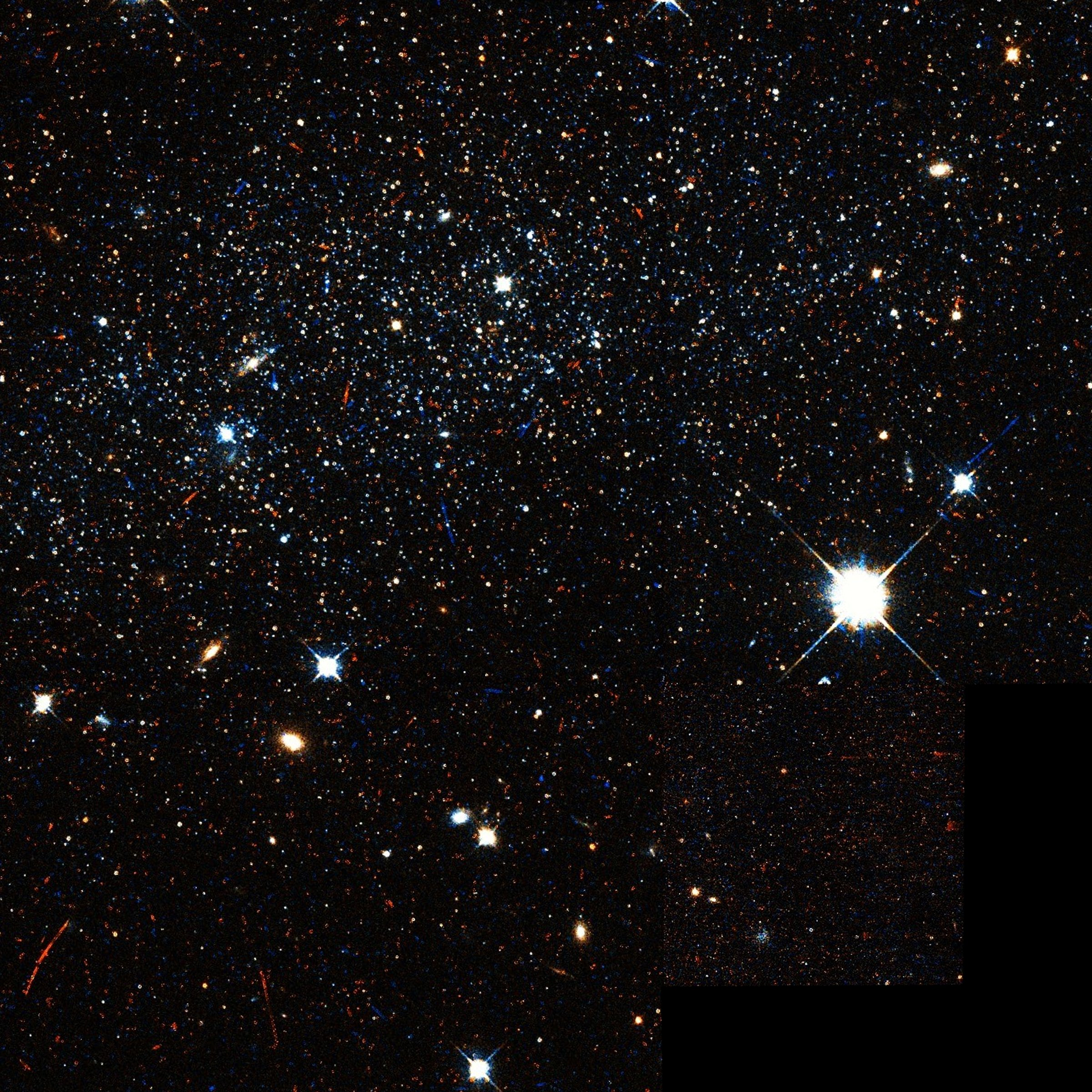
DDO 210 (карликова галактика Водолія) в сузір'ї Водолія.

DDO 3 (також відома як NGC 147, PGC 2004, UGC 326, LEDA 2004 або Caldwell 17) — це карликова сфероїдальна галактика, що знаходиться у північному сузір'ї Кассіопеї, недалеко від кордону з Андромедою. Це невелика супутникова галактика відомої галактики Мессьє 31, найбільшої у Місцевій групі.

### DDO 8
DDO 8 (також відома як ІС 1613, PGC 3844, UGC 668 або Caldwell 51) є карликовою неправильною галактикою в сузір'ї Кита, недалеко від кордону з Рибами. Вона була виявлена в 1906 році німецьким астрономом Максом Вольфом. Також є членом Місцевої групи.

### DDO 69
DDO 69 (також відома як Лев A, Лев III, PGC 28868 або UGC 5364) є неправильною галактикою, яка знаходиться в сузір'ї Лева. Це невелика галактика-супутник нашої Галактики, Чумацького Шляху.

### DDO 70
DDO 70 (також відома як Секстант B, PGC 28913 або UGC 5373) є неправильною галактикою, яка знаходиться в сузір'ї Секстант. Вона розташована у 4,44 млн. світлових років від Землі.

### DDO 74
DDO 74 (також відома як Лев І, карликова галактика Регула, PGC 29488 або UGC 5470) лежить приблизно у 820 000 св.р. від нас у сузір'ї Лева. Це одна з найбільш далеких галактик-супутників нашого Чумацького Шляху. Карликова сфероїдальна галактика знаходиться всього в 12 кутових хвилинах від Регула (α Лева), і світло Регула затемнює DDO 74 і ускладнює спостереження за нею.

### DDO 75
DDO 75 (також відома як Секстант А, PGC 29653 або UGCA 205) є неправильною галактикою, розташованою в сузір'ї Секстант, так само, як його сусід DDO 70 (Секстант B). При спостереженні з Землі, вона виглядає як квадрат.

### DDO 82
DDO 82 (також відома як PGC 30997, UGC 5692, MCG +12-10-045 або CGCG 333-35) є магеллановою спіральною галактикою, яка знаходиться в 13 мільйонах світлових років від нас у сузір'ї Великої Ведмедиці.

### DDO 93
DDO 93 (також відома як Лев II або PGC 34176) — це карликова сфероїдальна галактика, яка знаходиться в сузір'ї Лева. Вона була виявлена в 1950 році Робертом Харрінгтоном Джорджем і Альбертом Джорджем Вілсоном. Це одна з галактик-супутників Чумацького Шляху.

### DDO 155
DDO 155 (також відома як GR 8, PGC 44491 або UGC 8091) — це карликова неправильна галактика, що знаходиться приблизно 7.9 мільйонів св.р. від Землі в сузір'ї Діви. Галактика отримала прізвисько «Слід ноги» через свою форму.

### DDO 169
DDO 169 (також відома як PGC 46127 або UGC 8331) є карликовою неправильною галактикою в сузір'ї Гончих Псів. Вона є одним з членів групи М51.

### DDO 190
DDO 190 (також відома як UGC 9240) — це карликова неправильна галактика, що знаходиться в сузір'ї Волопаса. Вона є членом групи M94.

### DDO 199
DDO 199 (також відома як карлик Малої Ведмедиці, PGC 54074 або UGC 9749) — це карликова сфероїдальна галактика, що знаходиться у північному сузір'ї Малої Ведмедиці. Вона була відкрита в 1955 році американським астрономом Джорджем Альбертом Вілсоном. Це також галактика-супутник Чумацького Шляху.

### DDO 210
DDO 210 (також відома як карликова галактика Водолія або PGC 65367) є карликовою неправильною галактикою в сузір'ї Водолія. Вона є членом Місцевої групи і лежить в 3,2±0,2 млн.св.р. від нашого Чумацького Шляху.

### DDO 216
DDO 216 (також відома як карликова неправильна галактика Пегаса, PGC 71538 або UGC 12613) — це карликова неправильна галактика, розташована в сузір'ї Пегаса.